# Octomeria edmundoi
Octomeria edmundoi är en orkidéart som beskrevs av Alexander Curt Brade. Octomeria edmundoi ingår i släktet Octomeria och familjen orkidéer. Inga underarter finns listade i Catalogue of Life.